# Christoph Ransmayr
Christoph Ransmayr (Wels, 20 marzo 1954) è uno scrittore austriaco.

## Biografia
Nato a Wels nel 1954 e cresciuto nelle zone rurali dell'Alta Austria, ha studiato filosofia ed etnologia a Vienna dal 1972 al 1978.
È stato redattore culturale del periodico "Extrablatt" dal 1978 al 1982, anno in cui ha esordito nella letteratura con il saggio Radiosa fine scritto a quattro mani con Willy Puchner.
Autore di numerosi romanzi e saggi tradotti in oltre trenta lingue, la sua opera più celebre è probabilmente Il mondo estremo, romanzo che prende spunto dalle Metamorfosi di Ovidio per narrare la vicenda di Cotta, ammiratore del poeta perso nei labirinti della città eccessiva di Toma tra i personaggi del poema epico.
Tra i riconoscimenti letterari per la sua opera, l'ultimo in ordine di tempo è stato il Premio Kleist nel 2018.
Contribuitore delle riviste Geo, Merian e TransAtlantik, dal 2006 risiede a Vienna.

## Opere principali
- Radiosa fine con Willy Puchner (Strahlender Untergang, 1982), Macerata, Liberilibri, 2008 traduzione di Giovanni Giri ISBN 978-88-95481-36-4.
- Gli orrori dei ghiacci e delle tenebre (Die Schrecken des Eises und der Finsternis, 1984), Milano, Il mandarino, 1989 traduzione di Lia Poggi ISBN 88-224-5003-5. - Nuova ed. Milano, Leonardo, 1991 traduzione di Lia Poggi ISBN 88-355-1027-9. - Nuova ed. Milano, Feltrinelli, 2008 traduzione di Lia Poggi ISBN 978-88-07-72068-0.
- Il mondo estremo (Die letzte Welt, 1988), Milano, Leonardo, 1989 traduzione di Claudio Groff ISBN 88-355-0026-5. - Nuova ed. riveduta Milano, Feltrinelli, 2003 traduzione di Claudio Groff ISBN 88-07-53007-4.
- Il morbo Kitahara (Morbus Kitahara, 1995), Milano, Feltrinelli, 1997 traduzione di Stefania Fanesi Ferretti ISBN 88-07-01517-X.
- Der Weg nach Surabaya (1997)
- Die dritte Luft oder Eine Bühne am Meer (1997)
- Die Unsichtbare. Tirade an drei Stränden (2001)
- Il non nato (Der Ungeborene, oder Die Himmelsareale des Anselm Kiefer, 2002), Macerata, Liberilibri, 2008 traduzione di Giovanni Giri ISBN 978-88-95481-36-4.
- Die Verbeugung des Riesen. Vom Erzählen (2003)
- Geständnisse eines Touristen. Ein Verhör (2004)
- La montagna volante (Der fliegende Berg, 2006), Milano, Feltrinelli, 2008 traduzione di Claudio Groff ISBN 978-88-07-01766-7.
- Damen & Herren unter Wasser. Eine Bildergeschichte nach 7 Farbtafeln von Manfred Wakolbinger con Manfred Wakolbinger (2007)
- Odysseus, Verbrecher. Schauspiel einer Heimkehr (2010)
- Der Wolfsjäger. Drei polnische Duette con Martin Pollack (2011)
- Atlante di un uomo irrequieto (Atlas eines ängstlichen Mannes, 2012), Milano, Feltrinelli, 2015 traduzione di Claudio Groff ISBN 978-88-07-03168-7.
- Gerede: Elf Ansprachen (2014)
- Cox, o Il corso del tempo (Cox oder Der Lauf der Zeit, 2016), Milano, Feltrinelli, 2018 traduzione di Margherita Carbonaro ISBN 978-88-07-03297-4.
- Il maestro della cascata (Der Fallmeister: Eine kurze Geschichte vom Töten, 2021), Milano, Feltrinelli, 2022, traduzione di Margherita Carbonaro ISBN 978-88-58-84883-8.
- L'inchino del gigante. Cinque brevi libri di viaggi e metamorfosi (contiene: Die dritte Luft oder Eine Bühne am Meer; Die Verbeugung des Riesen. Vom Erzählen; Damen & Herren unter Wasser; Gerede: Elf Ansprachen; Arznei gegen die Sterblichkeit. Drei Geschichten zum Dank), Roma, L'orma editore, 2023, traduzione di Marco Federici Solari ISBN 978-88-31-31283-7.

## Premi e riconoscimenti
- Anton-Wildgans-Preis: 1988
- Aristeion Prize: 1996 per Il morbo Kitahara
- Premio Cinque continenti: 1997
- Solothurner Literaturpreis: 1997
- Friedrich-Hölderlin-Preis: 1998
- Bertolt-Brecht-Literaturpreis: 2004
- Heinrich-Böll-Preis: 2007
- Premio ITAS: 2009 per La montagna volante
- Ernst-Toller-Preis: 2013
- Prix du Meilleur livre étranger nella categoria saggio : 2015 per Atlante di un uomo irrequieto
- Nicolas Born Prize: 2018
- Premio Kleist: 2018
- Premio letterario della città di Vienna: 2018
- Premio Park Kyung-ni: 2023[8]